# Gerhard Igl

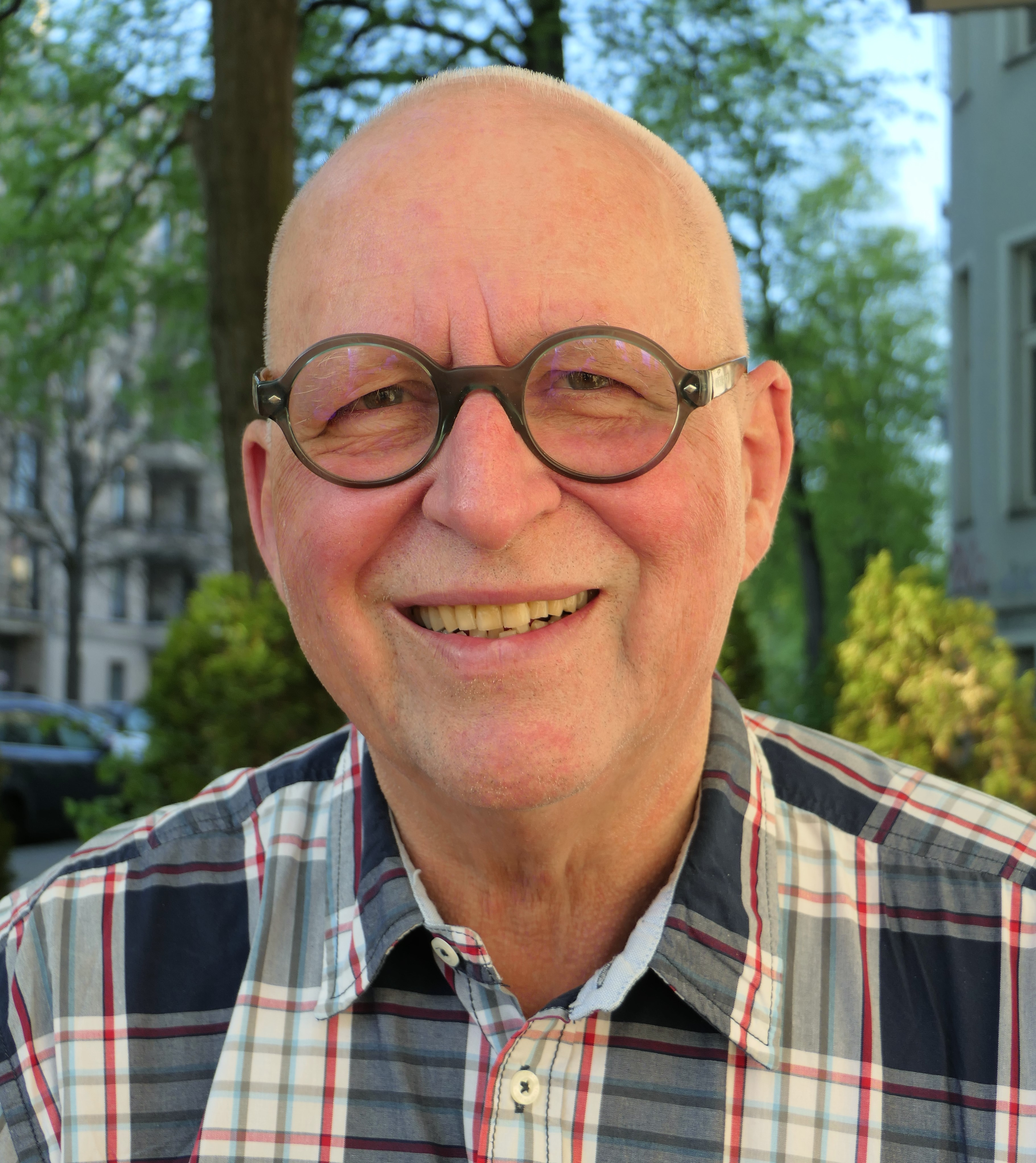
Gerhard Igl (2018)

Gerhard Igl (* 3. September 1947 in Berchtesgaden) ist ein deutscher Jurist und ehemaliger Hochschullehrer an der Christian-Albrechts-Universität zu Kiel.

## Leben
Nach einem Studium der Rechtswissenschaften und den beiden Examina promovierte Igl 1976 bei Helmut Steinberger an der Universität Mannheim zum Dr. iur. Anschließend arbeitete er als wissenschaftlicher Referent am Max-Planck-Institut für Sozialrecht und Sozialpolitik in München. Ab 1985 war Igl Professor an der Universität Hamburg, 1996 wechselte er an die Universität Kiel, wo er bis zu seiner Emeritierung den Lehrstuhl für Öffentliches Recht und Sozialrecht innehatte und geschäftsführender Vorstand des Instituts für Sozialrecht und Gesundheitsrecht war. Von 1989 bis 1990 war Igl zudem Gastprofessor an der Indiana University Bloomington und der Universität Bordeaux, 2011 an der École des hautes études en santé publique in Rennes.
Igls Forschungsschwerpunkte liegen vor allem im Gesundheitsrecht und im deutschen und europäischen Sozialrecht.

## Schriften (Auswahl)
- Die rechtliche Behandlung der industriellen Luftverunreinigung in Frankreich und der Bundesrepublik Deutschland. Erich Schmidt, Berlin 1976, ISBN 978-3-503-01463-7 (Dissertation).
- Pflegebedürftigkeit und Behinderung im Recht der sozialen Sicherheit - Eine rechtsvergleichende Untersuchung für die Bundesrepublik Deutschland und Frankreich. Nomos, Baden-Baden 1987, ISBN 978-3-7890-1444-4.
- Rechtsfragen des freiwilligen sozialen Engagements. Rahmenbedingungen und Handlungsbedarf. Kohlhammer, Stuttgart 1997, ISBN 978-3-17-014957-1.
- mit Felix Welti: Sozialrecht. 8. Auflage. Nomos, Baden-Baden 2007, ISBN 978-3-8329-6127-5 (zunächst erschienen bei: Werner Verlag, Neuwied).
- mit Felix Welti: Gesundheitsrecht. 4. Auflage. Vahlen, München 2022, ISBN 978-3-8006-6549-5.
- Recht der Gesundheitsfachberufe, Heilpraktiker und sonstigen Berufe im Gesundheitswesen. Aktualisierung 112. Auflage. medhochzwei, Heidelberg 2024, ISBN 978-3-86216-017-4.
- mit Martin Burgi: Rechtliche Voraussetzungen und Möglichkeiten der Etablierung von Community Health Nursing (CHN) in Deutschland. 1. Auflage. Nomos, Baden-Baden 2021, ISBN 978-3-8487-8042-6. (Digitalisat)
- Regulatorische Möglichkeiten einer Installierung von Patientenlotsen im Sozialleistungssystem und Einschätzungen zur gesetzgeberischen Umsetzung. In: Schriften zum Sozialrecht, Nr. 70, Nomos Verlagsgesellschaft Baden-Baden 2023, ISBN 978-3-7560-1307-4.
- Gesetz über das Studium und den Beruf von Hebammen (Hebammengesetz – HebG), Studien- und Prüfungsverordnung für Hebammen (HebStPrV). Gesetzes- und Verordnungsbegründungen – Erläuterungen. 2., neu bearbeitete Auflage. medhochzwei, Heidelberg 2024, ISBN 978-3-9880006-8-2.
- Anästhesietechnische- und Operationstechnische-Assistenten-Gesetz (ATA-OTA-G) Anästhesietechnische- und Operationstechnische-Assistenten-Ausbildungs- und -Prüfungsverordnung (ATA-OTA-APrV). 2., ergänzte Auflage. medhochzwei, Heidelberg 2023, ISBN 978-3-9880002-2-4.
- Gesetz über die Berufe in der medizinischen Technologie (MT-Berufe-Gesetz - MTBG) Ausbildungs- und Prüfungsverordnung für Medizinische Technologinnen und Medizinische Technologen (MT-Ausbildungs- und Prüfungsverordnung - MTAPrV). 2., neu bearbeitete Auflage. medhochzwei, Heidelberg 2024, ISBN 978-3-9880007-1-2.
- Gesetz über die Pflegeberufe (Pflegeberufegesetz – PflBG) - Pflegeberufe-Ausbildungs- und -Prüfungsverordnung (PflAPrV) Pflegeberufe-Ausbildungsfinanzierungsverordnung (PflAFinV) Praxiskommentar. 4., neu bearbeitete und erweiterte  Auflage. medhochzwei, Heidelberg 2024, ISBN 978-3-9880007-7-4.